# صداقت (آبدانان)
صداقت (آبدانان)، روستایی از توابع بخش زرنه شهرستان ایوان در استان ایلام ایران است.

## جمعیت
این روستا در دهستان زرنه قرار دارد و براساس سرشماری مرکز آمار ایران در سال ۱۳۸۵، جمعیت آن ۵۶ نفر (۱۰خانوار) بوده‌است.